# Oscar Verpoest
Oscar Verpoest (né à Anvers le 27 décembre 1922 – mort à Brasschaat le 16 décembre 2007) est un damiste belge.
Verpoest obtient son premier titre de champion de Belgique en 1947, il en totalisera 19 au total jusqu'en 1991. Tous les titres de champion de Belgique attribués entre 1951 et 1984, à l'exception de celui de 1962, l'ont été à Oscar Verpoest ou à son frère Hugo (nl). Il a également été 4e du championnat du monde en 1948 et 3e au championnat d'Europe. Il a également obtenu le titre de maître international.
Verpoest est mort dans un accident de la route en 2007.